# Smedmans handelsskola

Smedmans handelsskola i Stockholm var näst Göteborgs handelsinstitut den äldsta handelsskolan i Sverige och grundlades 1857 av Karl Smedman (född 1823 i Västergötland). Skolan var belägen på Storkyrkobrinken 9 i Gamla stan. Efter Karl Smedmans död 1887 blev sonen Gustaf (född 1862 i Stockholm) ledare och 1902 flyttades skolan till Norrköping, där den fick namnet Norrköpings högre handelsinstitut.